# Списак бригада НОВЈ
Током Другог светског рата у оквиру НОВ и ПО Југославије, односно Југословенске армије, формирано је 229 бригада општег типа, једна гардијска и две коњичке. Осим њих, шест бригада формирано је у иностранству (5 у Италији и једна у СССР). Формирано је такође и 34 артиљеријске, 11 инжињеријских, 2 тенковске, 1 противтенковска, 3 противавионске бригаде, 29 бригада КНОЈ-а, 3 саобраћајне бригаде, 13 допунских бригада, 3 пука за везу и 6 ваздухопловних пукова. У оквиру НОВЈ формиране су такође и 24 бригаде страних држављана. У току рата формирано је 357 бригада и 10 пукова (ранга бригаде), укупно 367 бригада (пукова). Обновљено је (расформирано па поново формирано) 10 бригада, расформирано је 106 бригада и један пук, тако да је на крају рата остало 261 бригада и 9 пукова — укупно 270 бригада (пукова). Током 1941. формирана је 1 бригада, током 1942. 37 бригада, током 1943. 90 бригада, 1944. 182 и 1945. 47 бригада.
| назив                                                                  | датум формирања         | место формирања                     | командант                               | политички комесар                  |
| ---------------------------------------------------------------------- | ----------------------- | ----------------------------------- | --------------------------------------- | ---------------------------------- |
| Прва пролетерска НОУ бригада                                           | 21. децембар 1941.      | Рудо                                | Коча Поповић, народни херој             | Филип Кљајић Фића, народни херој   |
| Друга пролетерска НОУ бригада                                          | 1. март 1942.           | Чајниче                             | Ратко Софијанић, народни херој          | Милинко Кушић, народни херој       |
| Прва крајишка бригада                                                  | 21. мај 1942.           | село Ламовита, код Приједора        | Ивица Марушић, народни херој            | Велимир Стојнић, народни херој     |
| Трећа пролетерска (санџачка) НОУ бригада                               | 5. јун 1942.            | Фоча                                | Владимир Кнежевић Волођа, народни херој | Велимир Јакић, народни херој       |
| Четврта пролетерска (црногорска) НОУ бригада                           | 10. јун 1942.           | планина Зеленгора                   | Пеко Дапчевић, народни херој            | Митар Бакић, народни херој         |
| Пета пролетерска (црногорска) НОУ бригада                              | 12. јун 1942.           | село Смријечно, код Плужина         | Сава Ковачевић, народни херој           | Радомир Бабић, народни херој       |
| Прва личка пролетерска НОУ бригада "Марко Орешковић"                   | 8. јул 1942.            | село Таблић, на Кордуну             | Стеван Опсеница, народни херој          | Урош Крунић, народни херој         |
| Прва словеначка пролетерска ударна бригада "Тоне Томшич"               | 16. јул 1942.           |                                     |                                         |                                    |
| Друга крајишка ударна бригада                                          | 2. август 1942.         | село Бошњаци, код Санског Моста     | Ратко Мартиновић                        | Нико Јуринчић                      |
| Шеста пролетерска (источнобосанска) НОУ бригада                        | 6. август 1942.         | Шековићи                            | Војо Љујић, народни херој               | Цвијетин Мијатовић, народни херој  |
| Десета херцеговачка НОУ бригада                                        | 10. август 1942.        | село Шујице, код Дувна              | Владо Шегрт, народни херој              | Чедо Капор                         |
| Друга личка пролетерска НОУ бригада                                    | средина августа 1942.   | село Бунићи, код Коренице           | Милан Шакић Мићун, народни херој        | Петар Бабић Пепа, народни херој    |
| Четврта кордунашка бригада                                             | 19. август 1942.        | село Дебела Коса                    | Никола Видовић                          | Миле Мартиновић                    |
| Трећа крајишка бригада                                                 | 22. август 1942.        | село Каменица, код Дрвара           | Никола Карановић, народни херој         | Симо Тадић                         |
| Седма банијска ударна бригада "Васиљ Гаћеша"                           | 2. септембар 1942.      | Мославина                           | Никола Мараковић Нина, нх               | Ђуро Чизмек                        |
| Прва далматинска ударна бригада                                        | 6. септембра 1942.      | селу Добром, код Ливна              | Перо Ћетковић, народни херој            | Анте Кроња                         |
| Осма банијска ударна бригада                                           | 7. септембар 1942.      | село Обљаја, код Глине              | Станко Бјелајац, народни херој          | Дамјан Вујовић                     |
| Четврта крајишка НОУ бригада                                           | 9. септембар 1942.      | село Тичево, код Босанског Грахова  |                                         |                                    |
| Трећа личка пролетерска бригада                                        | средина септембра 1942. | село Могорић, код Госпића           | Милан Купрешанин, народни херој         | Милан Баста                        |
| Пета крајишка (козарска) бригада                                       | 22. септембар 1942.     | село Палеж, на Козари               | Јосип Мажар Шоша, народни херој         | Бошко Шиљеговић, народни херој     |
| Пета словеначка НОУ бригада "Иван Цанкар" (Цанкарева бригада)          | 28. септембар 1942.     |                                     | Марјан Дермастиа                        | Јоже Равбар                        |
| Друга далматинска бригада                                              | 3. октобар 1942.        | село Униште, код Босанског Грахова  | Љубо Вучковић, народни херој            | Анте Јурлин                        |
| Друга словеначка НОУ бригада "Љубо Шерцер"                             | 6. октобар 1942.        |                                     | Јакоб Рихар Јака                        | Миха Бутара Алекс                  |
| Дванаеста пролетерска (славонска) бригада                              | 11. октобар 1942.       | село Будићи код Пакраца             | Бранко Црнобрња Тоља                    | Ранко Зец                          |
| Шеста крајишка ударна бригада                                          | 14. октобар 1942.       | Подгрмеч                            |                                         |                                    |
| Тринаеста пролетерска бригада "Раде Кончар"                            | 7. новембар 1942.       | селу Горњи Сјеничак код Карловца    | Милан Жежељ, народни херој              | Божо Спачек                        |
| Трећа далматинска бригада                                              | 12. новембар 1942.      | село Брачевић, код Сплита           | Бранко Дуде, народни херој              | Мате Ујевић, народни херој         |
| Четрнаеста приморско-горанска бригада                                  | 26. новембар 1942.      | Дрежница                            |                                         |                                    |
| Петнаеста кордунашка ударна бригада                                    | 5. децембар 1942.       | Велика Кладуша                      |                                         |                                    |
| Шеснаеста банијска ударна бригада                                      | 26. децембар 1942.      | Класнић                             |                                         |                                    |
| Седма крајишка ударна бригада                                          | 27. децембар 1942.      | село Ораховљани, код Мркоњић Града  |                                         |                                    |
| Осма крајишка ударна бригада                                           | 28. децембар 1942.      | Цазин                               |                                         |                                    |
| Шеснаеста омладинска ударна бригада Јожа Влаховић                      | 29. децембар 1942.      | Горњи Борки (Дарувар)               |                                         |                                    |
| Седамнаеста славонска бригада                                          | 29. децембар 1942.      | Воћин                               |                                         |                                    |
| Четврта далматинска (сплитска) бригада                                 | 6. јануар 1943.         | село Шошићи, на планини Биокову     |                                         |                                    |
| Девета крајишка НОУ бригада "Симо Шолаја"                              | 22. јануар 1943.        | село Благај, код Купреса            |                                         |                                    |
| Пета далматинска бригада                                               | 3. фебруар 1943.        | Босанско Грахово                    |                                         |                                    |
| Десета крајишка НОУ бригада                                            | 4. фебруар 1943.        | околина Босанског Грахова           |                                         |                                    |
| Осамнаеста славонска ударна бригада                                    | 11. фебруар 1943.       | Мијача (Пакрац)                     |                                         |                                    |
| Прва војвођанска НОУ бригада                                           | 11. април 1943.         | село Брђани, на планини Мајевици    | Марко Перичин Камењар, народни херој    | Слободан Бајић Паја, народни херој |
| Друга војвођанска НОУ бригада                                          | 20. април 1943.         | Манастир Тавна, на планини Мајевици | Мишко Јовић                             | Драга Дикић Вања                   |
| Трећа словеначка ударна бригада "Иван Градник"                         | 26. април 1943.         |                                     | Данило Шоровић                          | Цветко Мочник Флоријан             |
| Трећа банијска бригада                                                 | 1. мај 1943.            |                                     |                                         |                                    |
| 21. славонска ударна бригада                                           | 17. мај 1943.           | Слатински Дреновац                  |                                         |                                    |
| Трећа војвођанска НОУ бригада                                          | 2. јун 1943.            | Фрушка гора                         |                                         |                                    |
| Четврта банијска бригада                                               | 30. јун 1943.           | Обљај                               |                                         |                                    |
| Шеста далматинска бригада                                              | 31. август 1943.        | село Буковица, код Книна            | Данило Дамјановић                       | Анте Гвардиол                      |
| Седма словеначка ударна бригада "Франце Прешерен" (Прешернова бригада) | 6. август 1943.         |                                     |                                         |                                    |
| Прва ударна бригада „Браћа Радић“                                      | 4. септембар 1943.      | Калник                              | Изидор Штрок, народни херој             | Иво Робић                          |
| Осма далматинска бригада (Шибенска бригада)                            | 10. септембар 1943.     | село Богдановићи, код Шибеника      |                                         |                                    |
| Осма словеначка ударна бригада "Фран Левстик"                          | 10. септембар 1943.     | Долењске Топлице                    |                                         |                                    |
| Десета далматинска бригада (Цетинска бригада)                          | 10. септембар 1943.     | селе Дугопоље, код Сиња             |                                         |                                    |
| Седма далматинска бригада (Приморска бригада)                          | 12. септембар 1943.     | село Карин, код Задра               |                                         |                                    |
| Девета далматинска бригада (Трогирска бригада)                         | 12. септембар 1943.     | село Доњи Сегет, код Трогира        |                                         |                                    |
| Дванаеста далматинска бригада (Прва оточка бригада)                    | 21. септембар 1943.     | село Козица, на планини Биокову     | Јуре Франичевић Плочар                  | Фабијан Трго                       |
| Тринаеста далматинска бригада (Јужнодалматинска бригада)               | 21. септембар 1943.     | полуоструво Пељешац                 |                                         |                                    |
| Тринаеста словеначка ударна бригада "Мирко Брачич"                     | 23. септембар 1943.     | село Бегуње, код Церкице            |                                         |                                    |
| Дванаеста словеначка НОУ бригада                                       | 24. септембар 1943.     |                                     | Радомир Божовић, народни херој          |                                    |
| Једанаеста далматинска бригада (Биоковска бригада)                     | 2. октобар 1943.        | село Козица, на планини Биокову     |                                         |                                    |
| Прва шумадијска бригада НОВЈ                                           | 5. октобар 1943.        | планина Рудник                      | Радивоје Јовановић                      | Светозар Поповић Света             |
| Четврта војвођанска ударна бригада                                     | 7. октобар 1943.        | Босутске шуме                       | Симеон Сима Весковић                    | Милорад Митровић - Раде            |
| Прва јужноморавска бригада                                             | 11. октобар 1943.       | Ображда, код Бојника                |                                         |                                    |
| Прва македонско-косовска пролетерска бригада                           | 11. новембар 1943.      | селу Сливово, код Охрида            | Петар Брајовић, народни херој           | Мита Миљковић                      |
| Шеста црногорска бригада                                               | 14. новембар 1943.      | Дријенак (Колашин)                  | Петар Брајовић, народни херој           |                                    |
| Пета војвођанска ударна бригада                                        | 17. новембар 1943.      | село Ратковић на Мајевици           | Стеван Бикић                            | Арсо Мијовић                       |
| Четврта санџачка ударна бригада                                        | 1. децембар 1943.       | Пљевља                              |                                         |                                    |
| Седма црногорска омладинска бригада НОВЈ                               | 30. децембар 1943.      | Колашин                             | Нико Стругар, народни херој             | Никола Ђаконовић                   |
| НОУ бригада "Фрањо Огулинац Сељо"                                      | 8. јануар 1944.         | Покупско                            | Иво Младен                              | Маријан Бадел, народни херој       |
| Осма црногорска бригада                                                | 25. фебруар 1944.       | Беране                              |                                         |                                    |
| Карловачка ударна бригада                                              | 5. март 1944.           | село Храшће, код Карловца           | Фрањо Молек                             | Петар Ердељац                      |
| Девета српска бригада                                                  | 11. март 1944.          | у Јабланици                         | Василије Ђуровић Жарки                  | Душан Глигоријевић Саша            |
| Девета црногорска бригада                                              | 1. април 1944.          | Драговића Поље                      |                                         |                                    |
| Дванаеста српска бригада                                               | 18. мај 1944.           | Власотинце                          |                                         |                                    |
| Прва косовско-метохијска бригада                                       | 24. јун 1944.           |                                     |                                         |                                    |
| Четрнаеста далматинска бригада                                         | 28. јун 1944.           | село Буковица, код Книна            |                                         |                                    |
| Седма војвођанска ударна бригада                                       | 2. јули 1944.           | Босутске шуме                       | Милан Јешић-Ибра                        | Радован Голубовић                  |
| Жумберачка бригада                                                     | 27. август 1944.        | Жумберак                            |                                         |                                    |
| Осма војвођанска ударна бригада                                        | 12. септембра 1944.     | Фрушка гора                         |                                         |                                    |
| Десета црногорска бригада                                              | 18. септембра 1944.     | Буроњи                              |                                         |                                    |
| Прва бокељска бригада                                                  | 5. октобар 1944.        | Зупци                               |                                         |                                    |